# وربیتشانی (ناحیه لیتومیریتسه)
وربیتشانی (به چکی: Vrbičany) یک منطقهٔ مسکونی در جمهوری چک است که در ناحیه لیتومیریتسه واقع شده‌است. وربیتشانی ۲٫۴۱ کیلومتر مربع مساحت و ۳۲۶ نفر جمعیت دارد و ۲۰۶ متر بالاتر از سطح دریا واقع شده‌است.